# 白序橐吾
白序橐吾（学名：Ligularia anoleuca）是菊科橐吾属的植物，是中国的特有植物。分布于中国大陆的云南等地，生长于海拔3,400米至3,520米的地区，一般生长在山坡草地，目前尚未由人工引种栽培。